# Jerozolima Malha
Jerozolima Malha (hebr.: תחנת מלחה ירושלים) – główna stacja kolejowa w Jerozolimie, w Izraelu. Jest obsługiwana przez Rakewet Jisra’el. Jest to stacja końcowa linii Kefar Sawa–Tel Awiw–Jerozolima.
Stacja znajduje się w południowej dzielnicy Manahat, w Zachodniej Jerozolimie. Obok dworca kolejowego jest centrum handlowe Kanyon Malha, stadion piłkarski Teddy Kollek oraz miejska zajezdnia autobusowa.
Wejście na dworzec kolejowy jest na parterze. Na piętrze, na które prowadzą schody ruchome, znajdują się kasy biletowe oraz łazienki. Wyjście na perony prowadzi przez kolejne ruchome schody. Dworzec jest przystosowany dla osób niepełnosprawnych. Kupując międzymiastowe bilety kolejowe do stacji Jerozolima Malha, można skorzystać ze zniżki na bilety autobusowe, i kontynuować podróż do innej części miasta.

## Historia
Stacja kolejowa została otworzona po gruntownej przebudowie 9 kwietnia 2005. Otworzono wówczas, po sześcioletniej przerwie, połączenie kolejowe Tel Awiw-Jerozolima. Tory kolejowe były w złym stanie technicznym i wymagały przebudowy.
Stacja Jerozolima Malha zastąpiła historyczną stację Khan w centrum Jerozolimy. Nie została ona ponownie otworzona ze względu na liczne protesty mieszkańców przeciwko hałasowi pociągów.

## Połączenia
Pociągi z Jerozolimy jadą na zachód do Bet Szemesz, skąd pociągi docierają do Ramli, Lod, Tel Awiwu, Bene Berak, Petach Tikwy, Rosz ha-Ajin i Kefar Sawy.
Od 5 lutego 2006 istnieje połączenie autobusowe z dworca kolejowego Jerozolima Malha do Gusz Ecjon i Hebronu. Ułatwia to komunikację, ponieważ wielu podróżnych nie musi już jechać przez zatłoczone centrum na główny dworzec autobusowy Jerozolimy.

## Plany rozwoju
W 2012 planowane jest otworzenie linii kolejowej dla szybkich pociągów łączącej Tel Awiw z Jerozolimą. Końcowa stacja będzie znajdować się w budowanym dworcu podziemnym, pod głównym dworcem autobusowym Jerozolimy. Istnieją plany połączenia nowej stacji ze stacją Jerozolima Malha.

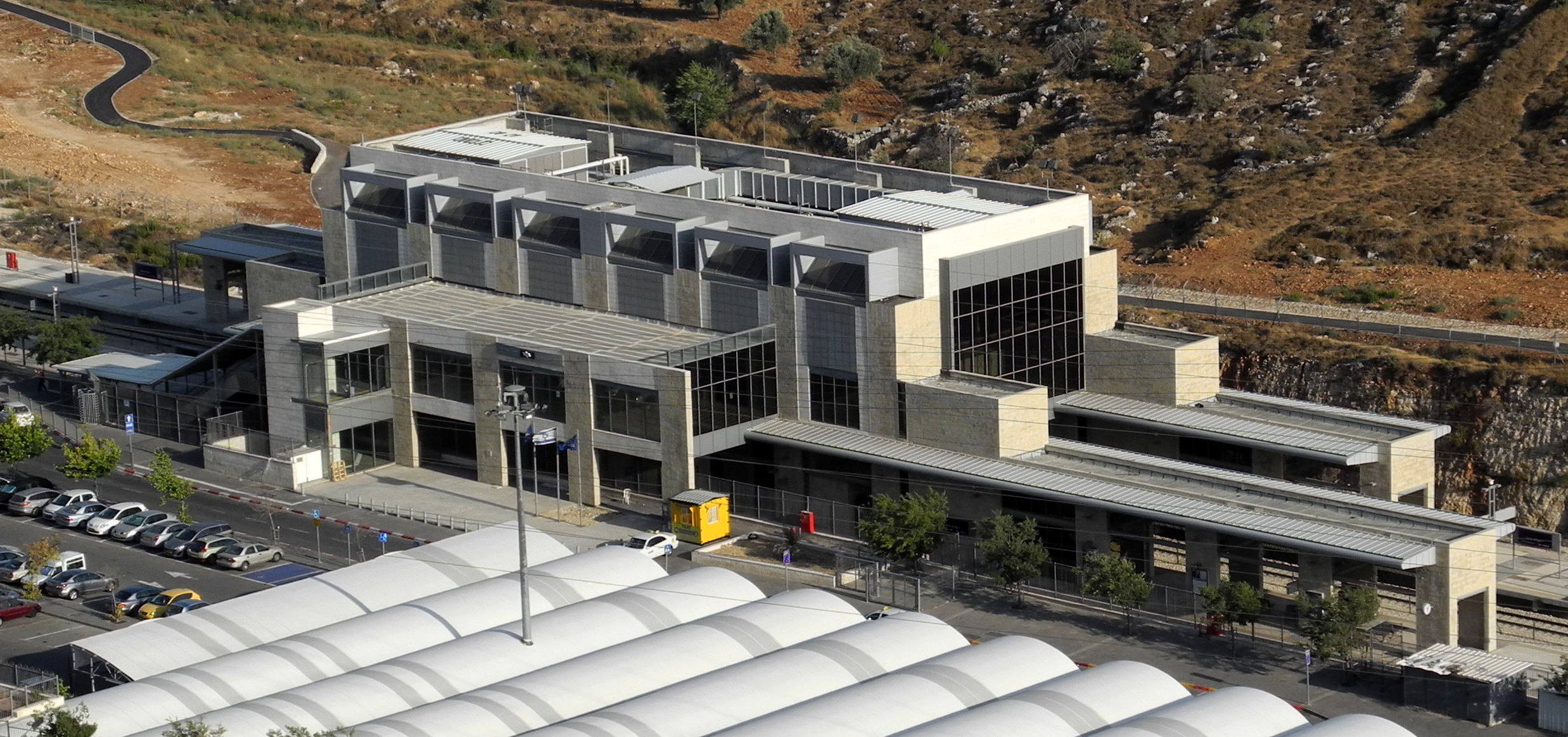
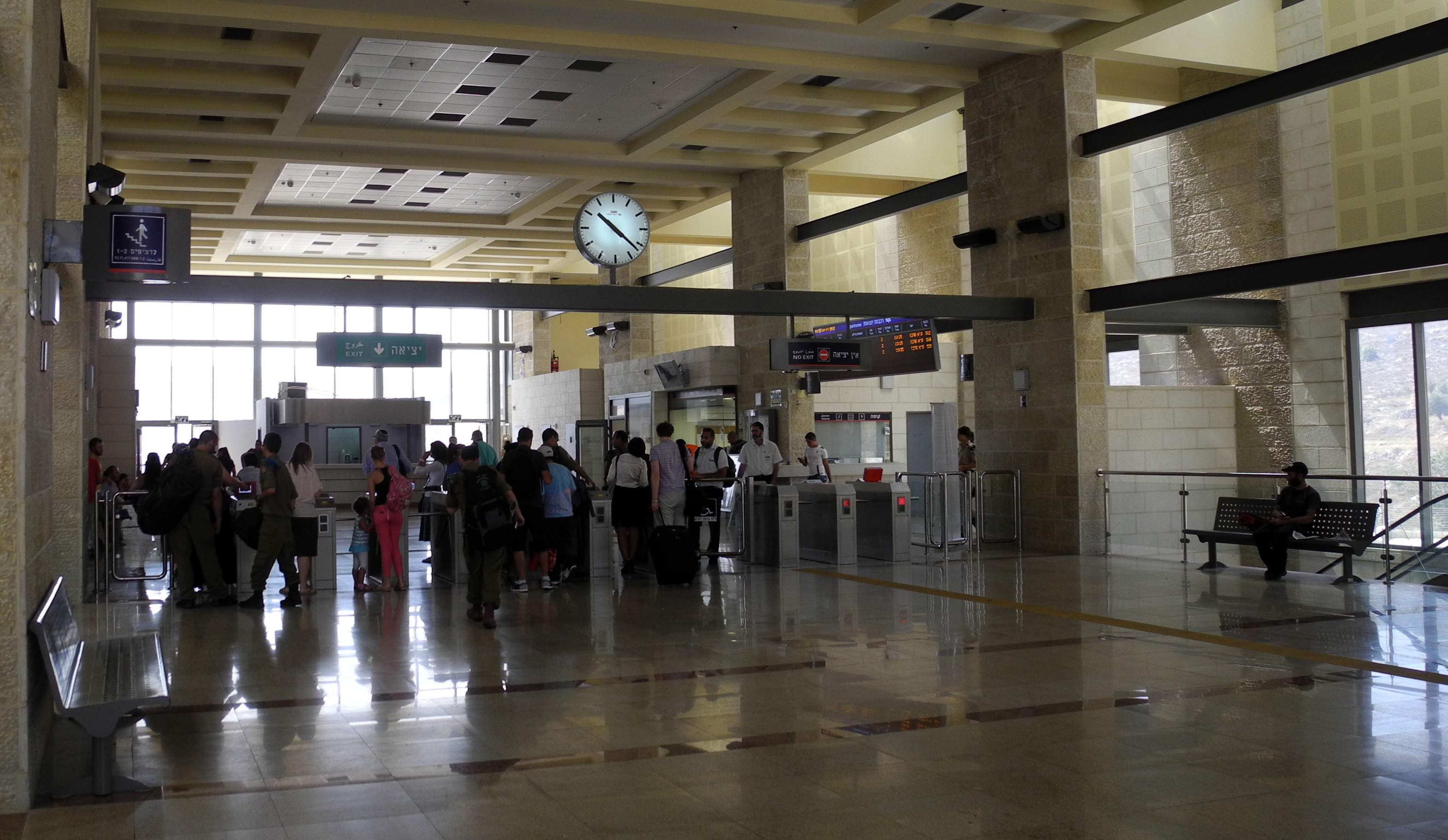